# Carl Vine
Carl Vine, AO, né à Perth le 8 octobre 1954, est un compositeur de musique contemporaine australien. Dès 1975, il travaille comme pianiste et compositeur indépendant avec plusieurs ensembles de théâtre et de danse. Le catalogue de Vine comprend sept symphonies, dix concertos, de la musique de film et nombre de pièces de musique de chambre. En 2000, il a été le directeur artistique de Musica Viva Australia. En 2005, il a remporté le prix Don Banks pour la musique. En 2014, par le Queen's Birthday Honours List, Vine a été fait officier de Ordre d'Australie.

## Carrière
Vine est né à Perth, en Australie-Occidentale. Il joue du cornet dès l'âge de cinq ans, et commence le piano quand il a dix ans. Adolescent, il est fasciné par la musique de Karlheinz Stockhausen qui lui inspire une période de modernisme, dont il explore les possibilités jusqu'au milieu des années 1980. Il étudie la physique ainsi que la composition à l'université d'Australie-Occidentale, avant de s'installer en 1975 à Sydney, où il travaille comme pianiste et compositeur indépendant avec les théâtres, compagnies de danse et ensembles.
Vine se fait connaître en Australie en tant que compositeur de musique pour le ballet, avec 25 partitions de danse à son crédit. En 1979, il cofonde l'ensemble de musique contemporaine « Flederman », qui présente une grande partie des œuvres de Vine. De 1980 à 1982, il donne des conférences sur la composition de musique électronique au Conservatoire de musique de Brisbane.
Son catalogue comprend sept symphonies, dix concertos pour divers instruments (piano, violon, flûte…), de la musique de film, de télévision et pour le théâtre, la musique électronique et nombre de pièces de musique de chambre. Bien que principalement compositeur de musique classique et moderne, il a entrepris des tâches aussi diverses que l'organisation de l'Australian National Anthem et écrit de la musique pour la cérémonie de clôture des Jeux olympiques d'Atlanta en 1996.
Depuis l'an 2000, Vine a été le directeur artistique de Musica Viva Australia, le plus grand entrepreneur au monde en ce qui concerne la musique de chambre. En 2005, il reçoit le prix Don Banks pour la musique, la plus haute distinction du Conseil australien des art que peut recevoir un musicien. Depuis 2006, il est aussi directeur artistique du Festival de musique de Huntington.
En 2012, son second concerto pour piano est créé par Piers Lane et l'Orchestre symphonique de Sydney ; l'Australian Chamber Orchestra, avec la soprano Danielle de Niese, créant sa cantate, The Tree of Man, inspiré d'un roman paru en 1955 de Patrick White
Par le Queen's Birthday Honours List de 2014, Vine est élevé au rang d'Officier de l'Ordre d'Australie (AO), « pour de distingués services aux arts de la scène, en tant que compositeur, chef d'orchestre, directeur académique et artistique, le soutien et l'encadrement des nouveaux artistes. »
Vine est établi à Sydney, où il travaille comme compositeur indépendant. Son premier concerto pour trombone sera créé en octobre 2016 par l'Orchestre symphonique de Chicago

## Œuvres

### Symphonies
- Symphonie no 1 MicroSymphony (1986)
- Symphonie no 2 (1988)
- Symphonie no 3 (1990)
- Symphonie no 4 (Symphonie no 4.2, 1992 ; révision 1998)
- Symphonie no 5 Percussion Symphony (1995)
- Symphonie no 6 Choral Symphony (1996)
- Symphonie no 7 Scenes from Daily Life (2008)
- Symphonie no 8 (2018)

### Concertantes
- Concerto pour percussion (1987)
- Concerto Grosso (violon, flûte, hautbois, cor et cordes) (1989)
- Gaijin (koto, cordes, bande) (1994)
- Concerto pour hautbois (1996)
- Concerto pour piano no 1 (1997 ; commande de l'Orchestre symphonique de Sydney)
- Pipe Dreams (concerto pour flûte et cordes) (2003)
- Concerto pour violoncelle (2004)
- Concerto pour violon (2011)
- Concerto pour piano no 2 (2012)
- Concerto pour orchestre (2014)

### Autres œuvres orchestrales
- The Tree of Man (2012) (cantate pour soprano et orchestre à cordes)
- Gravity Road (2014) (poème symphonique)

### Musique de chambre
- Quatuor à cordes no 1 (Knips Suite) (1979)
- Quatuor à cordes no 2 (1984)
- Quatuor à cordes no 3 (1994) Commande du Quatuor Smith de Londres, auquel l'œuvre est dédiée.
- Quatuor à cordes no 4 (2004)
- Quatuor à cordes no 5 (2007)
- Quintette à cordes (2009)
- Miniature I Peace (alto solo) (1973)
- Miniature II (duo pour altos) (1974)
- Miniature III (flûte, trombone, piano, percussion) (1983)
- Miniature IV (flûte, clarinette, violoncelle, violon, alto, violoncelle et piano) (1988)
- Sonate pour flûte et piano (1992)
- Inner World (violoncelle seul avec bande) (1994) Commande de la radio 2MBS-FM de Sydney.
- Fantasia pour quintette avec piano (2013)[5]
- The Village pour trio avec piano (2014)

### Piano
- Sonate pour piano no 1 (1990)
- Cinq Bagatelles (1994)
- Sonate pour piano no 2 (1997)
- Rash (piano avec CD) (1997)
- Red Blues (1999)
- The Anne Landa Preludes (2006)
- Sonate pour piano no 3 (2007)
- Sonate pour piano à quatre mains (2009)
- Toccatissimo (2011)

### Ballets
- 961 Ways to Nirvana  (1977)
- Incident at Bull Creek  (1977)
- Poppy (1978)
- Everymans Troth (1978)
- Scene Shift (1979)
- Kisses Remembered (1979)
- Knips Suite (1979)
- Missing Film (1980)
- Return (1980)
- Donna Maria Blues (1981)
- Colonial Sketches (1981)
- Daisy Bates (1982)
- Hate (1982)
- A Christmas Carol (1983)
- Prologue and Canzona (1986)
- Legend (1988)
- On The Edge (1989)
- Piano Sonata (1990)
- The Tempest (1991)
- Beauty and The Beast (1993)
- Mythologia (2000)
- The Silver Rose (2005)
- Tribe's Desire (2010)

### Théâtre
- The Dreamers (pièce de théâtre – 1975)
- New Sky (mime de Judith Anderson – 1981)
- Signal Driver (pièce de théâtre de Patrick White – 1982)
- Shepherd on the Rocks (pièce de théâtre de Patrick White – 1987)
- The Ham Funeral (pièce de théâtre de Patrick White – 1989)
- The Master Builder (pièce de théâtre d'Ibsen – 1991)
- Night on Bald Mountain (pièce de théâtre de Patrick White – 1996)
- A Hard God (pièce de théâtre de Peter Kenna – 1997)

### Films et télévision
- The Dunstan Documentaries (TV) (1982)
- You Can't Push the River (1993)
- Bedevil (en) (1993)
- The Battlers (TV) (1994)
- Urn (court métrage) (1995)
- What Comes After Why? (court métrage) (1995)
- White Fella's Dreaming (documentaire) (1997)
- Marriage Acts (TV) (2000)
- The Potato Factory (TV) (2000)

## Discographie
- Carl Vine – Les Symphonies - Orchestre symphonique de Sydney, dir. Stuart Challender (1-3)*, Edo de Waart (4-6) (1990*, 1996 et 1998, 2CD ABC 476 7179) (OCLC 811334335)
- Carl Vine – Musique de chambre, Volume 1 (1983, 1987 et 1991, Tall Poppies) (OCLC 223201794)
- Carl Vine – Musique de chambre, Volume 2 : Sonate pour piano no 2 (Michael Kieran Harvey) ; Sonate pour flûte et piano (Geoffrey Collins, flûte et David Miller, piano) ; Quatuor à cordes no 3 (John Harding et Georges Lentz, violons ; Esther van Stralen, alto ; David Pereira, violoncelle) ; Cinq Bagatelles (Ian Munro, piano) ; Inner World pour violoncelle seul et électronique (David Pereira, violoncelle) (1995-1999, Tall Poppies) (OCLC 48000697)
- Carl Vine – Musique pour piano 1990-2006 - Michael Kieran Harvey, piano (1999, 2004, 2006, Tall Poppies) (OCLC 163908609)